# Franklin Barreto
Pour les articles homonymes, voir Barreto.
Franklin José Barreto Rojas (né le 27 février 1996 à Caracas, Venezuela) est un joueur d'arrêt-court de la Ligue majeure de baseball.

## Carrière
Franklin Barreto signe son premier contrat professionnel le 2 juillet 2012 pour 1,45 million de dollars avec les Blue Jays de Toronto. Il commence sa carrière professionnelle aux États-Unis avec des clubs de ligues mineures affiliés aux Blue Jays en 2013. 
Barreto est avec deux autres joueurs d'avenir - le lanceur droitier Kendall Graveman et le lanceur gaucher Sean Nolin - ainsi que le joueur de troisième but Brett Lawrie échangé aux Athletics d'Oakland le 28 novembre 2014 en retour du joueur de troisième but étoile Josh Donaldson.
Franklin Barreto fait ses débuts dans le baseball majeur avec Oakland le 24 juin 2017. À ce premier match, où il joue au deuxième but, il réussit comme premier coup sûr dans les majeures un coup de circuit de deux points aux dépens du lanceur James Shields des White Sox de Chicago.